# Liste des municipalités du New Jersey

Carte des municipalités du New Jersey.

L'État américain du New Jersey est divisé en 565 municipalités, qui peuvent avoir le statut de borough, city, town (en), township ou village (en).

## Listes des municipalités
| Nom                           | Comté      | Type     | Population(2010) | Création |
| ----------------------------- | ---------- | -------- | ---------------- | -------- |
| Aberdeen Township             | Monmouth   | Township | 18 210           | 1857     |
| Absecon                       | Atlantic   | City     | 8 411            | 1872     |
| Alexandria Township           | Hunterdon  | Township | 4 938            | 1798     |
| Allamuchy Township            | Warren     | Township | 4 323            | 1873     |
| Allendale                     | Bergen     | Borough  | 6 505            | 1894     |
| Allenhurst                    | Monmouth   | Borough  | 496              | 1897     |
| Allentown                     | Monmouth   | Borough  | 1 828            | 1889     |
| Alloway Township              | Salem      | Township | 3 467            | 1767     |
| Alpha                         | Warren     | Borough  | 2 369            | 1911     |
| Alpine                        | Bergen     | Borough  | 1 849            | 1903     |
| Andover                       | Sussex     | Borough  | 606              | 1904     |
| Andover Township              | Sussex     | Township | 6 319            | 1864     |
| Asbury Park                   | Monmouth   | City     | 16 116           | 1874     |
| Atlantic City                 | Atlantic   | City     | 39 558           | 1854     |
| Atlantic Highlands            | Monmouth   | Borough  | 4 385            | 1887     |
| Audubon                       | Camden     | Borough  | 8 819            | 1905     |
| Audubon Park                  | Camden     | Borough  | 1 023            | 1947     |
| Avalon                        | Cape May   | Borough  | 1 334            | 1892     |
| Avon-by-the-Sea               | Monmouth   | Borough  | 1 901            | 1900     |
| Barnegat Light                | Ocean      | Borough  | 574              | 1904     |
| Barnegat Township             | Ocean      | Township | 20 936           | 1846     |
| Barrington                    | Camden     | Borough  | 6 983            | 1917     |
| Bass River Township           | Burlington | Township | 1 443            | 1864     |
| Bay Head                      | Ocean      | Borough  | 968              | 1886     |
| Bayonne                       | Hudson     | City     | 63 024           | 1861     |
| Beach Haven                   | Ocean      | Borough  | 1 170            | 1890     |
| Beachwood                     | Ocean      | Borough  | 11 045           | 1917     |
| Bedminster                    | Somerset   | Township | 8 165            | 1798     |
| Belleville                    | Essex      | Township | 35 926           | 1839     |
| Bellmawr                      | Camden     | Borough  | 11 583           | 1926     |
| Belmar                        | Monmouth   | Borough  | 5 794            | 1885     |
| Belvidere                     | Warren     | Town     | 2 681            | 1845     |
| Bergenfield                   | Bergen     | Borough  | 26 764           | 1894     |
| Berkeley Heights              | Union      | Township | 13 183           | 1809     |
| Berkeley Township             | Ocean      | Township | 41 255           | 1875     |
| Berlin                        | Camden     | Borough  | 7 588            | 1927     |
| Berlin Township               | Camden     | Township | 5 357            | 1910     |
| Bernards Township             | Somerset   | Township | 26 652           | 1798     |
| Bernardsville                 | Somerset   | Borough  | 7 707            | 1924     |
| Bethlehem Township            | Hunterdon  | Township | 3 979            | 1798     |
| Beverly                       | Burlington | City     | 2 577            | 1850     |
| Blairstown                    | Warren     | Township | 5 967            | 1845     |
| Bloomfield                    | Essex      | Township | 47 315           | 1812     |
| Bloomingdale                  | Passaic    | Borough  | 7 656            | 1918     |
| Bloomsbury                    | Hunterdon  | Borough  | 870              | 1905     |
| Bogota                        | Bergen     | Borough  | 8 187            | 1894     |
| Boonton                       | Morris     | Town     | 8 347            | 1866     |
| Boonton Township              | Morris     | Township | 4 263            | 1867     |
| Bordentown                    | Burlington | City     | 3 924            | 1825     |
| Bordentown Township           | Burlington | Township | 11 367           | 1852     |
| Bound Brook                   | Somerset   | Borough  | 10 402           | 1891     |
| Bradley Beach                 | Monmouth   | Borough  | 4 298            | 1893     |
| Branchburg                    | Somerset   | Township | 14 459           | 1845     |
| Branchville                   | Sussex     | Borough  | 841              | 1898     |
| Brick Township                | Ocean      | Township | 75 072           | 1850     |
| Bridgeton                     | Cumberland | City     | 25 349           | 1865     |
| Bridgewater Township          | Somerset   | Township | 44 464           | 1798     |
| Brielle                       | Monmouth   | Borough  | 4 774            | 1919     |
| Brigantine                    | Atlantic   | City     | 9 450            | 1890     |
| Brooklawn                     | Camden     | Borough  | 1 955            | 1924     |
| Buena                         | Atlantic   | Borough  | 4 603            | 1948     |
| Buena Vista Township          | Atlantic   | Township | 7 570            | 1867     |
| Burlington                    | Burlington | City     | 9 920            | 1784     |
| Burlington Township           | Burlington | Township | 22 594           | 1798     |
| Butler                        | Morris     | Borough  | 7 539            | 1901     |
| Byram Township                | Sussex     | Township | 8 350            | 1798     |
| Caldwell                      | Essex      | Borough  | 7 822            | 1892     |
| Califon                       | Hunterdon  | Borough  | 1 076            | 1918     |
| Camden                        | Camden     | City     | 77 344           | 1828     |
| Cape May                      | Cape May   | City     | 3 607            | 1848     |
| Cape May Point                | Cape May   | Borough  | 291              | 1908     |
| Carlstadt                     | Bergen     | Borough  | 6 127            | 1894     |
| Carneys Point Township        | Salem      | Township | 8 049            | 1798     |
| Carteret                      | Middlesex  | Borough  | 22 844           | 1906     |
| Cedar Grove                   | Essex      | Township | 12 411           | 1892     |
| Chatham Borough               | Morris     | Borough  | 8 962            | 1892     |
| Chatham Township              | Morris     | Township | 10 452           | 1806     |
| Cherry Hill                   | Camden     | Township | 71 045           | 1844     |
| Chesilhurst                   | Camden     | Borough  | 1 634            | 1887     |
| Chester Borough               | Morris     | Borough  | 1 649            | 1930     |
| Chester                       | Morris     | Township | 7 838            | 1799     |
| Chesterfield Township         | Burlington | Township | 7 699            | 1798     |
| Cinnaminson Township          | Burlington | Township | 15 569           | 1860     |
| City of Orange                | Essex      | Township | 30 134           | 1806     |
| Clark                         | Union      | Township | 14 756           | 1864     |
| Clayton                       | Gloucester | Borough  | 8 179            | 1858     |
| Clementon                     | Camden     | Borough  | 5 000            | 1925     |
| Cliffside Park                | Bergen     | Borough  | 23 594           | 1895     |
| Clifton                       | Passaic    | City     | 84 136           | 1917     |
| Clinton                       | Hunterdon  | Town     | 2 719            | 1865     |
| Clinton Township              | Hunterdon  | Township | 13 478           | 1841     |
| Closter                       | Bergen     | Borough  | 8 373            | 1904     |
| Collingswood                  | Camden     | Borough  | 13 926           | 1888     |
| Colts Neck Township           | Monmouth   | Township | 10 142           | 1847     |
| Commercial Township           | Cumberland | Township | 5 178            | 1874     |
| Corbin City                   | Atlantic   | City     | 492              | 1922     |
| Cranbury                      | Middlesex  | Township | 3 857            | 1872     |
| Cranford                      | Union      | Township | 22 625           | 1871     |
| Cresskill                     | Bergen     | Borough  | 8 573            | 1894     |
| Deal                          | Monmouth   | Borough  | 750              | 1898     |
| Deerfield Township            | Cumberland | Township | 3 119            | 1798     |
| Delanco Township              | Burlington | Township | 4 283            | 1859     |
| Delaware Township             | Hunterdon  | Township | 4 563            | 1838     |
| Delran Township               | Burlington | Township | 16 896           | 1880     |
| Demarest                      | Bergen     | Borough  | 4 881            | 1903     |
| Dennis Township               | Cape May   | Township | 6 467            | 1827     |
| Denville Township             | Morris     | Township | 16 635           | 1913     |
| Deptford Township             | Gloucester | Township | 30 561           | 1798     |
| Dover                         | Morris     | Town     | 18 157           | 1896     |
| Downe Township                | Cumberland | Township | 1 585            | 1798     |
| Dumont                        | Bergen     | Borough  | 17 479           | 1894     |
| Dunellen                      | Middlesex  | Borough  | 7 227            | 1887     |
| Eagleswood Township           | Ocean      | Township | 1 603            | 1874     |
| East Amwell Township          | Hunterdon  | Township | 4 013            | 1846     |
| East Brunswick                | Middlesex  | Township | 47 512           | 1860     |
| East Greenwich Township       | Gloucester | Township | 9 555            | 1881     |
| East Hanover Township         | Morris     | Township | 11 157           | 1928     |
| East Newark                   | Hudson     | Borough  | 2 406            | 1895     |
| East Orange                   | Essex      | City     | 64 270           | 1863     |
| East Rutherford               | Bergen     | Borough  | 8 913            | 1889     |
| East Windsor Township         | Mercer     | Township | 27 190           | 1798     |
| Eastampton Township           | Burlington | Township | 6 069            | 1880     |
| Eatontown                     | Monmouth   | Borough  | 12 709           | 1873     |
| Edgewater                     | Bergen     | Borough  | 11 513           | 1894     |
| Edgewater Park                | Burlington | Township | 8 881            | 1924     |
| Edison                        | Middlesex  | Township | 99 967           | 1870     |
| Egg Harbor City               | Atlantic   | City     | 4 243            | 1858     |
| Egg Harbor Township           | Atlantic   | Township | 43 323           | 1798     |
| Elizabeth                     | Union      | City     | 124 969          | 1855     |
| Elk Township                  | Gloucester | Township | 4 216            | 1891     |
| Elmer                         | Salem      | Borough  | 1 395            | 1893     |
| Elmwood Park                  | Bergen     | Borough  | 19 403           | 1916     |
| Elsinboro Township            | Salem      | Township | 1 036            | 1798     |
| Emerson                       | Bergen     | Borough  | 7 401            | 1903     |
| Englewood                     | Bergen     | City     | 27 147           | 1899     |
| Englewood Cliffs              | Bergen     | Borough  | 5 281            | 1895     |
| Englishtown                   | Monmouth   | Borough  | 1 847            | 1888     |
| Essex Fells                   | Essex      | Borough  | 2 113            | 1902     |
| Estell Manor                  | Atlantic   | City     | 1 735            | 1925     |
| Evesham Township              | Burlington | Township | 45 538           | 1798     |
| Ewing Township                | Mercer     | Township | 35 790           | 1834     |
| Fair Haven                    | Monmouth   | Borough  | 6 121            | 1912     |
| Fair Lawn                     | Bergen     | Borough  | 32 457           | 1924     |
| Fairfield Township            | Cumberland | Township | 6 295            | 1798     |
| Fairfield Township            | Essex      | Township | 7 466            | 1798     |
| Fairview                      | Bergen     | Borough  | 13 835           | 1894     |
| Fanwood                       | Union      | Borough  | 7 318            | 1895     |
| Far Hills                     | Somerset   | Borough  | 919              | 1921     |
| Farmingdale                   | Monmouth   | Borough  | 1 329            | 1903     |
| Fieldsboro                    | Burlington | Borough  | 540              | 1850     |
| Flemington                    | Hunterdon  | Borough  | 4 581            | 1910     |
| Florence Township             | Burlington | Township | 12 109           | 1872     |
| Florham Park                  | Morris     | Borough  | 11 696           | 1899     |
| Folsom                        | Atlantic   | Borough  | 1 885            | 1906     |
| Fort Lee                      | Bergen     | Borough  | 35 345           | 1904     |
| Frankford Township            | Sussex     | Township | 5 565            | 1798     |
| Franklin                      | Sussex     | Borough  | 5 045            | 1913     |
| Franklin Lakes                | Bergen     | Borough  | 10 590           | 1922     |
| Franklin Township             | Gloucester | Township | 16 820           | 1820     |
| Franklin Township             | Hunterdon  | Township | 3 195            | 1845     |
| Franklin Township             | Somerset   | Township | 62 300           | 1798     |
| Franklin Township             | Warren     | Township | 3 176            | 1839     |
| Fredon Township               | Sussex     | Township | 3 437            | 1904     |
| Freehold Borough              | Monmouth   | Borough  | 12 052           | 1869     |
| Freehold Township             | Monmouth   | Township | 36 184           | 1798     |
| Frelinghuysen Township        | Warren     | Township | 2 230            | 1848     |
| Frenchtown                    | Hunterdon  | Borough  | 1 373            | 1867     |
| Galloway Township             | Atlantic   | Township | 37 349           | 1798     |
| Garfield                      | Bergen     | City     | 30 487           | 1898     |
| Garwood                       | Union      | Borough  | 4 226            | 1903     |
| Gibbsboro                     | Camden     | Borough  | 2 274            | 1924     |
| Glassboro                     | Gloucester | Borough  | 18 579           | 1878     |
| Glen Gardner                  | Hunterdon  | Borough  | 1 704            | 1919     |
| Glen Ridge                    | Essex      | Borough  | 7 527            | 1895     |
| Glen Rock                     | Bergen     | Borough  | 11 601           | 1894     |
| Gloucester City               | Camden     | City     | 11 456           | 1868     |
| Gloucester Township           | Camden     | Township | 64 634           | 1798     |
| Green Brook Township          | Somerset   | Township | 7 203            | 1872     |
| Green Township                | Sussex     | Township | 3 601            | 1824     |
| Greenwich Township            | Gloucester | Township | 4 899            | 1798     |
| Greenwich Township            | Warren     | Township | 5 712            | 1798     |
| Greenwich Township            | Cumberland | Township | 804              | 1798     |
| Guttenberg                    | Hudson     | Town     | 11 176           | 1859     |
| Hackensack                    | Bergen     | City     | 43 010           | 1693     |
| Hackettstown                  | Warren     | Town     | 9 724            | 1853     |
| Haddon Heights                | Camden     | Borough  | 7 473            | 1904     |
| Haddon Township               | Camden     | Township | 14 707           | 1865     |
| Haddonfield                   | Camden     | Borough  | 11 593           | 1875     |
| Hainesport Township           | Burlington | Township | 6 110            | 1924     |
| Haledon                       | Passaic    | Borough  | 8 318            | 1908     |
| Hamburg                       | Sussex     | Borough  | 3 277            | 1920     |
| Hamilton Township             | Atlantic   | Township | 26 503           | 1813     |
| Hamilton Township             | Mercer     | Township | 88 464           | 1842     |
| Hammonton                     | Atlantic   | Town     | 14 791           | 1866     |
| Hampton                       | Hunterdon  | Borough  | 1 401            | 1895     |
| Hampton Township              | Sussex     | Township | 5 196            | 1864     |
| Hanover Township              | Morris     | Township | 13 712           | 1740     |
| Harding Township              | Morris     | Township | 3 838            | 1922     |
| Hardwick Township             | Warren     | Township | 1 696            | 1798     |
| Hardyston Township            | Sussex     | Township | 8 213            | 1798     |
| Harmony Township              | Warren     | Township | 2 667            | 1839     |
| Harrington Park               | Bergen     | Borough  | 4 664            | 1904     |
| Harrison                      | Hudson     | Town     | 13 620           | 1840     |
| Harrison Township             | Gloucester | Township | 12 417           | 1844     |
| Harvey Cedars                 | Ocean      | Borough  | 337              | 1894     |
| Hasbrouck Heights             | Bergen     | Borough  | 11 842           | 1894     |
| Haworth                       | Bergen     | Borough  | 3 382            | 1904     |
| Hawthorne                     | Passaic    | Borough  | 18 791           | 1898     |
| Hazlet                        | Monmouth   | Township | 20 334           | 1848     |
| Helmetta                      | Middlesex  | Borough  | 2 178            | 1888     |
| Hi-Nella                      | Camden     | Borough  | 870              | 1929     |
| High Bridge                   | Hunterdon  | Borough  | 3 648            | 1871     |
| Highland Park                 | Middlesex  | Borough  | 13 982           | 1905     |
| Highlands                     | Monmouth   | Borough  | 5 005            | 1900     |
| Hightstown                    | Mercer     | Borough  | 5 494            | 1853     |
| Hillsborough Township         | Somerset   | Township | 38 303           | 1771     |
| Hillsdale                     | Bergen     | Borough  | 10 219           | 1898     |
| Hillside                      | Union      | Township | 21 404           | 1913     |
| Ho-Ho-Kus                     | Bergen     | Borough  | 4 078            | 1908     |
| Hoboken                       | Hudson     | City     | 50 005           | 1849     |
| Holland Township              | Hunterdon  | Township | 5 291            | 1874     |
| Holmdel Township              | Monmouth   | Township | 16 773           | 1857     |
| Hopatcong                     | Sussex     | Borough  | 15 147           | 1898     |
| Hope Township                 | Warren     | Township | 1 952            | 1839     |
| Hopewell                      | Mercer     | Borough  | 1 922            | 1891     |
| Hopewell Township             | Cumberland | Township | 4 571            | 1798     |
| Hopewell Township             | Mercer     | Township | 17 304           | 1798     |
| Howell Township               | Monmouth   | Township | 51 075           | 1801     |
| Independence Township         | Warren     | Township | 5 662            | 1798     |
| Interlaken                    | Monmouth   | Borough  | 820              | 1922     |
| Irvington                     | Essex      | Township | 53 926           | 1874     |
| Island Heights                | Ocean      | Borough  | 1 673            | 1887     |
| Jackson Township              | Ocean      | Township | 54 856           | 1844     |
| Jamesburg                     | Middlesex  | Borough  | 5 915            | 1887     |
| Jefferson Township            | Morris     | Township | 21 314           | 1804     |
| Jersey City                   | Hudson     | City     | 247 597          | 1838     |
| Keansburg                     | Monmouth   | Borough  | 10 105           | 1917     |
| Kearny                        | Hudson     | Town     | 40 684           | 1867     |
| Kenilworth                    | Union      | Borough  | 7 914            | 1907     |
| Keyport                       | Monmouth   | Borough  | 7 240            | 1908     |
| Kingwood Township             | Hunterdon  | Township | 3 845            | 1798     |
| Kinnelon                      | Morris     | Borough  | 10 248           | 1922     |
| Knowlton Township             | Warren     | Township | 3 055            | 1798     |
| Lacey Township                | Ocean      | Township | 27 644           | 1871     |
| Lafayette Township            | Sussex     | Township | 2 538            | 1845     |
| Lake Como                     | Monmouth   | Borough  | 1 759            | 1924     |
| Lakehurst                     | Ocean      | Borough  | 2 654            | 1921     |
| Lakewood Township             | Ocean      | Township | 92 843           | 1892     |
| Lambertville                  | Hunterdon  | City     | 3 906            | 1849     |
| Laurel Springs                | Camden     | Borough  | 1 908            | 1913     |
| Lavallette                    | Ocean      | Borough  | 1 875            | 1887     |
| Lawnside                      | Camden     | Borough  | 2 945            | 1926     |
| Lawrence Township             | Mercer     | Township | 33 472           | 1798     |
| Lawrence Township             | Cumberland | Township | 3 290            | 1885     |
| Lebanon                       | Hunterdon  | Borough  | 1 358            | 1926     |
| Lebanon Township              | Hunterdon  | Township | 6 588            | 1798     |
| Leonia                        | Bergen     | Borough  | 8 937            | 1894     |
| Liberty Township              | Warren     | Township | 2 942            | 1926     |
| Lincoln Park                  | Morris     | Borough  | 10 521           | 1922     |
| Linden                        | Union      | City     | 40 499           | 1925     |
| Lindenwold                    | Camden     | Borough  | 17 613           | 1929     |
| Linwood                       | Atlantic   | City     | 7 092            | 1889     |
| Little Egg Harbor Township    | Ocean      | Township | 20 065           | 1798     |
| Little Falls                  | Passaic    | Township | 14 432           | 1868     |
| Little Ferry                  | Bergen     | Borough  | 10 626           | 1894     |
| Little Silver                 | Monmouth   | Borough  | 5 950            | 1923     |
| Livingston                    | Essex      | Township | 29 366           | 1813     |
| Loch Arbour                   | Monmouth   | Village  | 194              | 1957     |
| Lodi                          | Bergen     | Borough  | 24 136           | 1894     |
| Logan Township                | Gloucester | Township | 6 042            | 1877     |
| Long Beach Township           | Ocean      | Township | 3 051            | 1899     |
| Long Branch                   | Monmouth   | City     | 30 719           | 1867     |
| Long Hill Township            | Morris     | Township | 8 702            | 1866     |
| Longport                      | Atlantic   | Borough  | 895              | 1898     |
| Lopatcong Township            | Warren     | Township | 8 014            | 1851     |
| Lower Alloways Creek Township | Salem      | Township | 1 770            | 1767     |
| Lower Township                | Cape May   | Township | 22 866           | 1798     |
| Lumberton Township            | Burlington | Township | 12 559           | 1860     |
| Lyndhurst                     | Bergen     | Township | 20 554           | 1852     |
| Madison                       | Morris     | Borough  | 15 845           | 1889     |
| Magnolia                      | Camden     | Borough  | 4 341            | 1915     |
| Mahwah                        | Bergen     | Township | 25 890           | 1849     |
| Manalapan Township            | Monmouth   | Township | 38 872           | 1848     |
| Manasquan                     | Monmouth   | Borough  | 5 897            | 1887     |
| Manchester Township           | Ocean      | Township | 43 070           | 1865     |
| Mannington Township           | Salem      | Township | 1 806            | 1798     |
| Mansfield Township            | Burlington | Township | 8 544            | 1798     |
| Mansfield Township            | Warren     | Township | 7 725            | 1798     |
| Mantoloking                   | Ocean      | Borough  | 296              | 1911     |
| Mantua Township               | Gloucester | Township | 15 217           | 1853     |
| Manville                      | Somerset   | Borough  | 10 344           | 1929     |
| Maple Shade Township          | Burlington | Township | 19 131           | 1798     |
| Maplewood                     | Essex      | Township | 23 867           | 1861     |
| Margate City                  | Atlantic   | City     | 6 354            | 1885     |
| Marlboro Township             | Monmouth   | Township | 40 191           | 1848     |
| Matawan                       | Monmouth   | Borough  | 8 810            | 1895     |
| Maurice River Township        | Cumberland | Township | 7 976            | 1798     |
| Maywood                       | Bergen     | Borough  | 9 555            | 1894     |
| Medford                       | Burlington | Township | 23 033           | 1847     |
| Medford Lakes                 | Burlington | Borough  | 4 146            | 1939     |
| Mendham Borough               | Morris     | Borough  | 4 981            | 1906     |
| Mendham Township              | Morris     | Township | 5 869            | 1798     |
| Merchantville                 | Camden     | Borough  | 3 821            | 1874     |
| Metuchen                      | Middlesex  | Borough  | 13 574           | 1900     |
| Middle Township               | Cape May   | Township | 18 911           | 1798     |
| Middlesex                     | Middlesex  | Borough  | 13 635           | 1913     |
| Middletown Township           | Monmouth   | Township | 66 522           | 1798     |
| Midland Park                  | Bergen     | Borough  | 7 128            | 1894     |
| Milford                       | Hunterdon  | Borough  | 1 233            | 1911     |
| Millburn                      | Essex      | Township | 20 149           | 1857     |
| Millstone                     | Somerset   | Borough  | 418              | 1894     |
| Millstone Township            | Monmouth   | Township | 10 566           | 1844     |
| Milltown                      | Middlesex  | Borough  | 6 893            | 1889     |
| Millville                     | Cumberland | City     | 28 400           | 1801     |
| Mine Hill Township            | Morris     | Township | 3 651            | 1923     |
| Monmouth Beach                | Monmouth   | Borough  | 3 279            | 1906     |
| Monroe Township               | Gloucester | Township | 36 129           | 1859     |
| Monroe Township               | Middlesex  | Township | 39 132           | 1838     |
| Montague Township             | Sussex     | Township | 3 847            | 1798     |
| Montclair                     | Essex      | Township | 37 669           | 1868     |
| Montgomery                    | Somerset   | Township | 22 254           | 1798     |
| Montvale                      | Bergen     | Borough  | 7 844            | 1894     |
| Montville                     | Morris     | Township | 21 528           | 1867     |
| Moonachie                     | Bergen     | Borough  | 2 708            | 1910     |
| Moorestown                    | Burlington | Township | 20 726           | 1922     |
| Morris Plains                 | Morris     | Borough  | 5 532            | 1926     |
| Morris Township               | Morris     | Township | 22 306           | 1798     |
| Morristown                    | Morris     | Town     | 18 411           | 1865     |
| Mount Arlington               | Morris     | Borough  | 5 050            | 1890     |
| Mount Ephraim                 | Camden     | Borough  | 4 676            | 1926     |
| Mount Holly                   | Burlington | Township | 9 536            | 1798     |
| Mount Laurel                  | Burlington | Township | 41 864           | 1872     |
| Mount Olive Township          | Morris     | Township | 28 117           | 1871     |
| Mountain Lakes                | Morris     | Borough  | 4 160            | 1924     |
| Mountainside                  | Union      | Borough  | 6 685            | 1895     |
| Mullica Township              | Atlantic   | Township | 6 147            | 1838     |
| National Park                 | Gloucester | Borough  | 3 036            | 1902     |
| Neptune City                  | Monmouth   | Borough  | 4 869            | 1881     |
| Neptune Township              | Monmouth   | Township | 27 935           | 1879     |
| Netcong                       | Morris     | Borough  | 3 232            | 1894     |
| New Brunswick                 | Middlesex  | City     | 55 181           | 1784     |
| New Hanover Township          | Burlington | Township | 7 385            | 1798     |
| New Milford                   | Bergen     | Borough  | 16 341           | 1922     |
| New Providence                | Union      | Borough  | 12 171           | 1899     |
| Newark                        | Essex      | City     | 277 140          | 1693     |
| Newfield                      | Gloucester | Borough  | 1 553            | 1924     |
| Newton                        | Sussex     | Town     | 7 997            | 1864     |
| North Arlington               | Bergen     | Borough  | 15 392           | 1896     |
| North Bergen                  | Hudson     | Township | 60 773           | 1843     |
| North Brunswick               | Middlesex  | Township | 40 742           | 1798     |
| North Caldwell                | Essex      | Borough  | 6 183            | 1898     |
| North Haledon                 | Passaic    | Borough  | 8 417            | 1901     |
| North Hanover Township        | Burlington | Township | 7 678            | 1905     |
| North Plainfield              | Somerset   | Borough  | 21 936           | 1885     |
| North Wildwood                | Cape May   | City     | 4 041            | 1885     |
| Northfield                    | Atlantic   | City     | 8 624            | 1905     |
| Northvale                     | Bergen     | Borough  | 4 640            | 1916     |
| Norwood                       | Bergen     | Borough  | 5 711            | 1905     |
| Nutley                        | Essex      | Township | 28 370           | 1874     |
| Oakland                       | Bergen     | Borough  | 12 754           | 1902     |
| Oaklyn                        | Camden     | Borough  | 4 038            | 1905     |
| Ocean City                    | Cape May   | City     | 11 701           | 1884     |
| Ocean Gate                    | Ocean      | Borough  | 2 011            | 1918     |
| Ocean Township                | Monmouth   | Township | 27 291           | 1849     |
| Ocean Township                | Ocean      | Township | 8 332            | 1876     |
| Oceanport                     | Monmouth   | Borough  | 5 832            | 1920     |
| Ogdensburg                    | Sussex     | Borough  | 2 410            | 1914     |
| Old Bridge Township           | Middlesex  | Township | 65 375           | 1869     |
| Old Tappan                    | Bergen     | Borough  | 5 750            | 1894     |
| Oldmans Township              | Salem      | Township | 1 773            | 1881     |
| Oradell                       | Bergen     | Borough  | 7 978            | 1894     |
| Oxford Township               | Warren     | Township | 2 514            | 1798     |
| Palisades Park                | Bergen     | Borough  | 19 622           | 1899     |
| Palmyra                       | Burlington | Borough  | 7 398            | 1894     |
| Paramus                       | Bergen     | Borough  | 26 342           | 1922     |
| Park Ridge                    | Bergen     | Borough  | 8 645            | 1894     |
| Parsippany-Troy Hills         | Morris     | Township | 53 238           | 1928     |
| Passaic                       | Passaic    | City     | 69 781           | 1873     |
| Paterson                      | Passaic    | City     | 146 199          | 1831     |
| Paulsboro                     | Gloucester | Borough  | 6 097            | 1904     |
| Peapack and Gladstone         | Somerset   | Borough  | 2 582            | 1912     |
| Pemberton                     | Burlington | Borough  | 1 409            | 1826     |
| Pemberton Township            | Burlington | Township | 27 912           | 1846     |
| Pennington                    | Mercer     | Borough  | 2 585            | 1890     |
| Penns Grove                   | Salem      | Borough  | 5 147            | 1894     |
| Pennsauken Township           | Camden     | Township | 35 885           | 1892     |
| Pennsville Township           | Salem      | Township | 13 409           | 1798     |
| Pequannock Township           | Morris     | Township | 15 540           | 1798     |
| Perth Amboy                   | Middlesex  | City     | 50 814           | 1718     |
| Phillipsburg                  | Warren     | Town     | 14 950           | 1861     |
| Pilesgrove Township           | Salem      | Township | 4 016            | 1798     |
| Pine Beach                    | Ocean      | Borough  | 2 127            | 1925     |
| Pine Hill                     | Camden     | Borough  | 10 233           | 1929     |
| Pine Valley                   | Camden     | Borough  | 12               | 1929     |
| Piscataway                    | Middlesex  | Township | 56 044           | 1798     |
| Pitman                        | Gloucester | Borough  | 9 011            | 1905     |
| Pittsgrove Township           | Salem      | Township | 9 393            | 1798     |
| Plainfield                    | Union      | City     | 49 808           | 1869     |
| Plainsboro Township           | Middlesex  | Township | 22 999           | 1919     |
| Pleasantville                 | Atlantic   | City     | 20 249           | 1889     |
| Plumsted Township             | Ocean      | Township | 8 421            | 1845     |
| Pohatcong Township            | Warren     | Township | 3 339            | 1882     |
| Point Pleasant                | Ocean      | Borough  | 18 392           | 1920     |
| Point Pleasant Beach          | Ocean      | Borough  | 4 665            | 1886     |
| Pompton Lakes                 | Passaic    | Borough  | 11 097           | 1895     |
| Port Republic                 | Atlantic   | City     | 1 115            | 1905     |
| Princeton                     | Mercer     | Borough  | 28 572           | 1813     |
| Prospect Park                 | Passaic    | Borough  | 5 865            | 1901     |
| Quinton Township              | Salem      | Township | 2 666            | 1873     |
| Rahway                        | Union      | City     | 27 346           | 1858     |
| Ramsey                        | Bergen     | Borough  | 14 473           | 1908     |
| Randolph                      | Morris     | Township | 25 734           | 1806     |
| Raritan                       | Somerset   | Borough  | 6 881            | 1868     |
| Raritan Township              | Hunterdon  | Township | 22 185           | 1838     |
| Readington Township           | Hunterdon  | Township | 16 126           | 1798     |
| Red Bank                      | Monmouth   | Borough  | 12 206           | 1870     |
| Ridgefield                    | Bergen     | Borough  | 11 032           | 1892     |
| Ridgefield Park               | Bergen     | Village  | 12 729           | 1892     |
| Ridgewood                     | Bergen     | Village  | 24 958           | 1894     |
| Ringwood                      | Passaic    | Borough  | 12 228           | 1918     |
| River Edge                    | Bergen     | Borough  | 11 340           | 1894     |
| River Vale                    | Bergen     | Township | 9 659            | 1906     |
| Riverdale                     | Morris     | Borough  | 3 559            | 1923     |
| Riverside Township            | Burlington | Township | 8 079            | 1895     |
| Riverton                      | Burlington | Borough  | 2 779            | 1893     |
| Robbinsville Township         | Mercer     | Township | 13 642           | 1859     |
| Rochelle Park                 | Bergen     | Township | 5 530            | 1871     |
| Rockaway                      | Morris     | Borough  | 6 438            | 1894     |
| Rockaway Township             | Morris     | Township | 24 156           | 1844     |
| Rockleigh                     | Bergen     | Borough  | 531              | 1923     |
| Rocky Hill                    | Somerset   | Borough  | 682              | 1889     |
| Roosevelt                     | Monmouth   | Borough  | 882              | 1937     |
| Roseland                      | Essex      | Borough  | 5 819            | 1908     |
| Roselle                       | Union      | Borough  | 21 085           | 1894     |
| Roselle Park                  | Union      | Borough  | 13 297           | 1901     |
| Roxbury Township              | Morris     | Township | 23 324           | 1798     |
| Rumson                        | Monmouth   | Borough  | 7 122            | 1907     |
| Runnemede                     | Camden     | Borough  | 8 468            | 1926     |
| Rutherford                    | Bergen     | Borough  | 18 061           | 1881     |
| Saddle Brook                  | Bergen     | Township | 13 659           | 1716     |
| Saddle River                  | Bergen     | Borough  | 3 152            | 1894     |
| Salem                         | Salem      | City     | 5 146            | 1798     |
| Sandyston Township            | Sussex     | Township | 1 998            | 1798     |
| Sayreville                    | Middlesex  | Borough  | 42 704           | 1876     |
| Scotch Plains                 | Union      | Township | 23 510           | 1878     |
| Sea Bright                    | Monmouth   | Borough  | 1 412            | 1889     |
| Sea Girt                      | Monmouth   | Borough  | 1 828            | 1917     |
| Sea Isle City                 | Cape May   | City     | 2 114            | 1882     |
| Seaside Heights               | Ocean      | Borough  | 2 887            | 1913     |
| Seaside Park                  | Ocean      | Borough  | 1 579            | 1898     |
| Secaucus                      | Hudson     | Town     | 16 264           | 1900     |
| Shamong Township              | Burlington | Township | 6 490            | 1852     |
| Shiloh                        | Cumberland | Borough  | 516              | 1929     |
| Ship Bottom                   | Ocean      | Borough  | 1 156            | 1925     |
| Shrewsbury                    | Monmouth   | Borough  | 3 809            | 1926     |
| Shrewsbury Township           | Monmouth   | Township | 1 141            | 1798     |
| Somerdale                     | Camden     | Borough  | 5 151            | 1929     |
| Somers Point                  | Atlantic   | City     | 10 795           | 1886     |
| Somerville                    | Somerset   | Borough  | 12 098           | 1863     |
| South Amboy                   | Middlesex  | City     | 8 631            | 1798     |
| South Bound Brook             | Somerset   | Borough  | 4 563            | 1907     |
| South Brunswick               | Middlesex  | Township | 43 417           | 1798     |
| South Hackensack              | Bergen     | Township | 2 378            | 1935     |
| South Harrison Township       | Gloucester | Township | 3 162            | 1883     |
| South Orange Village          | Essex      | Township | 16 198           | 1869     |
| South Plainfield              | Middlesex  | Borough  | 23 385           | 1926     |
| South River                   | Middlesex  | Borough  | 16 008           | 1898     |
| South Toms River              | Ocean      | Borough  | 3 684            | 1927     |
| Southampton Township          | Burlington | Township | 10 464           | 1845     |
| Sparta Township               | Sussex     | Township | 19 722           | 1845     |
| Spotswood                     | Middlesex  | Borough  | 8 257            | 1908     |
| Spring Lake                   | Monmouth   | Borough  | 2 993            | 1892     |
| Spring Lake Heights           | Monmouth   | Borough  | 4 713            | 1927     |
| Springfield Township          | Burlington | Township | 3 414            | 1798     |
| Springfield Township          | Union      | Township | 15 817           | 1798     |
| Stafford Township             | Ocean      | Township | 26 535           | 1798     |
| Stanhope                      | Sussex     | Borough  | 3 610            | 1904     |
| Stillwater Township           | Sussex     | Township | 4 099            | 1824     |
| Stockton                      | Hunterdon  | Borough  | 538              | 1898     |
| Stone Harbor                  | Cape May   | Borough  | 866              | 1914     |
| Stow Creek Township           | Cumberland | Township | 1 431            | 1798     |
| Stratford                     | Camden     | Borough  | 7 040            | 1925     |
| Summit                        | Union      | City     | 21 457           | 1899     |
| Surf City                     | Ocean      | Borough  | 1 205            | 1894     |
| Sussex                        | Sussex     | Borough  | 2 130            | 1891     |
| Swedesboro                    | Gloucester | Borough  | 2 584            | 1902     |
| Tabernacle Township           | Burlington | Township | 6 949            | 1901     |
| Tavistock                     | Camden     | Borough  | 5                | 1921     |
| Teaneck                       | Bergen     | Township | 39 776           | 1895     |
| Tenafly                       | Bergen     | Borough  | 14 488           | 1894     |
| Teterboro                     | Bergen     | Borough  | 67               | 1917     |
| Tewksbury Township            | Hunterdon  | Township | 5 993            | 1798     |
| Tinton Falls                  | Monmouth   | Borough  | 17 892           | 1950     |
| Toms River                    | Ocean      | Township | 91 239           | 1798     |
| Totowa                        | Passaic    | Borough  | 10 804           | 1898     |
| Trenton                       | Mercer     | City     | 84 913           | 1792     |
| Tuckerton                     | Ocean      | Borough  | 3 347            | 1901     |
| Union Beach                   | Monmouth   | Borough  | 6 245            | 1925     |
| Union City                    | Hudson     | City     | 66 455           | 1925     |
| Union Township                | Hunterdon  | Township | 5 908            | 1853     |
| Union Township                | Union      | Township | 56 642           | 1808     |
| Upper Deerfield Township      | Cumberland | Township | 7 660            | 1922     |
| Upper Freehold Township       | Monmouth   | Township | 6 902            | 1798     |
| Upper Pittsgrove Township     | Salem      | Township | 3 505            | 1846     |
| Upper Saddle River            | Bergen     | Borough  | 8 208            | 1894     |
| Upper Township                | Cape May   | Township | 12 373           | 1798     |
| Ventnor City                  | Atlantic   | City     | 10 650           | 1903     |
| Vernon Township               | Sussex     | Township | 23 943           | 1798     |
| Verona                        | Essex      | Township | 13 332           | 1907     |
| Victory Gardens               | Morris     | Borough  | 1 520            | 1951     |
| Vineland                      | Cumberland | City     | 60 724           | 1952     |
| Voorhees Township             | Camden     | Township | 29 131           | 1899     |
| Waldwick                      | Bergen     | Borough  | 9 625            | 1919     |
| Wall Township                 | Monmouth   | Township | 26 164           | 1851     |
| Wallington                    | Bergen     | Borough  | 11 335           | 1894     |
| Walpack Township              | Sussex     | Township | 16               | 1798     |
| Wanaque                       | Passaic    | Borough  | 11 116           | 1918     |
| Wantage Township              | Sussex     | Township | 11 358           | 1798     |
| Warren Township               | Somerset   | Township | 15 311           | 1806     |
| Washington                    | Warren     | Borough  | 6 461            | 1868     |
| Washington Township           | Bergen     | Township | 9 102            | 1840     |
| Washington Township           | Burlington | Township | 687              | 1802     |
| Washington Township           | Gloucester | Township | 48 559           | 1836     |
| Washington Township           | Morris     | Township | 18 533           | 1798     |
| Washington Township           | Warren     | Township | 6 651            | 1849     |
| Watchung                      | Somerset   | Borough  | 5 801            | 1926     |
| Waterford Township            | Camden     | Township | 10 649           | 1798     |
| Wayne                         | Passaic    | Township | 54 717           | 1847     |
| Weehawken                     | Hudson     | Township | 12 554           | 1859     |
| Wenonah                       | Gloucester | Borough  | 2 278            | 1883     |
| West Amwell Township          | Hunterdon  | Township | 3 840            | 1846     |
| West Caldwell                 | Essex      | Township | 10 759           | 1904     |
| West Cape May                 | Cape May   | Borough  | 1 024            | 1884     |
| West Deptford Township        | Gloucester | Township | 21 677           | 1871     |
| West Long Branch              | Monmouth   | Borough  | 8 097            | 1908     |
| West Milford                  | Passaic    | Township | 25 850           | 1834     |
| West New York                 | Hudson     | Town     | 49 708           | 1898     |
| West Orange                   | Essex      | Township | 46 207           | 1863     |
| West Wildwood                 | Cape May   | Borough  | 603              | 1920     |
| West Windsor Township         | Mercer     | Township | 27 165           | 1798     |
| Westampton Township           | Burlington | Township | 8 813            | 1850     |
| Westfield                     | Union      | Town     | 30 316           | 1798     |
| Westville                     | Gloucester | Borough  | 4 288            | 1914     |
| Westwood                      | Bergen     | Borough  | 10 908           | 1894     |
| Weymouth Township             | Atlantic   | Township | 2 715            | 1798     |
| Wharton                       | Morris     | Borough  | 6 522            | 1895     |
| White Township                | Warren     | Township | 4 882            | 1913     |
| Wildwood                      | Cape May   | City     | 5 325            | 1895     |
| Wildwood Crest                | Cape May   | Borough  | 3 270            | 1910     |
| Willingboro Township          | Burlington | Township | 31 629           | 1798     |
| Winfield Township             | Union      | Township | 1 471            | 1941     |
| Winslow Township              | Camden     | Township | 39 499           | 1867     |
| Wood-Ridge                    | Bergen     | Borough  | 7 626            | 1894     |
| Woodbine                      | Cape May   | Borough  | 2 472            | 1903     |
| Woodbridge Township           | Middlesex  | Township | 99 585           | 1798     |
| Woodbury                      | Gloucester | City     | 10 174           | 1854     |
| Woodbury Heights              | Gloucester | Borough  | 3 055            | 1915     |
| Woodcliff Lake                | Bergen     | Borough  | 5 730            | 1894     |
| Woodland Park                 | Passaic    | Borough  | 11 819           | 1914     |
| Woodland Township             | Burlington | Township | 1 788            | 1866     |
| Woodlynne                     | Camden     | Borough  | 2 978            | 1901     |
| Woodstown                     | Salem      | Borough  | 3 505            | 1882     |
| Woolwich Township             | Gloucester | Township | 10 200           | 1798     |
| Wrightstown                   | Burlington | Borough  | 802              | 1918     |
| Wyckoff                       | Bergen     | Township | 16 696           | 1926     |